# Francesco Flores D'Arcais
Francesco Flores d'Arcais (Cagliari, 26 gennaio 1849 – Padova, 29 dicembre 1927) è stato un matematico italiano.

## Biografia
Nato in una famiglia della nobiltà sarda col titolo di Marchese d'Arcais, laureatosi all'Università di Pisa nel 1869, divenne professore di Calcolo infinitesimale all'Università degli Studi di Cagliari nel 1874, quindi di Algebra e Geometria analitica nell'Università di Bologna nel 1875 e, nel 1878, all'Università degli Studi di Padova, dove rimase fino alla morte.
Fu autore di lavori scientifici tra cui un noto corso di analisi infinitesimale.

## Opere
- Corso di Calcolo Infinitesimale (Vol. 1) (Angelo Draghi, Padova, 1899)
- Corso di Calcolo Infinitesimale (Vol. 2) (Angelo Draghi, Padova, 1901)